# Stanisław Świerz
Stanisław Świerz (ur. 25 marca 1886 w Krakowie, zm. 22 września 1951 w Zakopanem) – polski taternik, historyk sztuki i profesor krakowskiej Akademii Sztuk Pięknych. 

## Życiorys
Syn Zofii z d. Zaleskiej i Leopolda Świerza. W 1927 zmienił nazwisko na Świerz-Zaleski. Przez wiele lat pracował jako kustosz na Wawelu. 10 listopada 1933 „za przyczynienie się do zorganizowania wystawy pamiątek po Janie Sobieskim na Wawelu” został odznaczony przez prezydenta RP Ignacego Mościckiego Złotym Krzyżem Zasługi. Zasłynął z przewiezienia przed II wojną światową zagrożonych zbiorów wawelskich, aby nie dostały się w ręce niemieckiego okupanta. Uprawiał taternictwo ze swoim bratem Mieczysławem Świerzem. Został pochowany na cmentarzu Rakowickim.